# BCD
Binary Coded Decimal (zkráceně BCD, dvojkově reprezentované dekadické číslo) je způsob kódování celých čísel s využitím pouze desítkových číslic (0-9), a to už na úrovni čtveřic bitů (nibblů) tím způsobem, že každý nibble odpovídá jedné desítkové číslici.

## Hodnoty
Vzhledem k tomu, že existuje šestnáct různých kombinací čtyř bitů, a desítkových číslic je jen deset, je šest kombinací nevyužito. V porovnání s hexadecimální soustavou, kde je pro každé čtyři bity využíváno všech šestnáct hodnot (1010 až 1510 jako písmena AH až FH), je BCD kód z hlediska využití paměti neúsporný. BCD kód zneefektivňuje využití paměti, realizuje právě opačnou myšlenku než Huffmanovo kódování.
Že je číslo v BCD kódu, je podstatná apriorní informace: Bez její znalosti by se totiž bitový zápis mohl jevit jako obyčejné hexa číslo. To by sice nebyl rozdíl v případě jediného nibblu, ale pro celý byte nebo dokonce pro vícebytové reprezentace hodnot už na znalosti způsobu kódování záleží: Z BCD a hexa vyplývají jiné hodnoty. Například "1001 1001" v BCD kódování reprezentuje hodnotu (99)10, v klasickém binárním kódování však hodnotu (153)10 neboli (0x99).
| Přirozená hodnota | Přirozená hodnota | Přirozená hodnota | BCD kód                             | BCD kód                                    | BCD kód                             |
| bin               | hexa              | dekadická         | dekadická                           | zacyklení                                  | přetečení                           |
| ----------------- | ----------------- | ----------------- | ----------------------------------- | ------------------------------------------ | ----------------------------------- |
| 0000              | 0                 | 0                 | 0                                   | první hodnota, umělé zacyklení zpět na 9   | -1 umělý převod z vyššího řádu      |
| 0001              | 1                 | 1                 | 1                                   |                                            |                                     |
| 0010              | 2                 | 2                 | 2                                   |                                            |                                     |
| 0011              | 3                 | 3                 | 3                                   |                                            |                                     |
| 0100              | 4                 | 4                 | 4                                   |                                            |                                     |
| 0101              | 5                 | 5                 | 5                                   |                                            |                                     |
| 0110              | 6                 | 6                 | 6                                   |                                            |                                     |
| 0111              | 7                 | 7                 | 7                                   |                                            |                                     |
| 1000              | 8                 | 8                 | 8                                   |                                            |                                     |
| 1001              | 9                 | 9                 | 9                                   | poslední hodnota, umělé zacyklení dál na 0 | +1 umělý přechod na vyšší řád       |
| 1010              | A                 | 10                | neplatná hodnota, nevyužívaná paměť | neplatná hodnota, nevyužívaná paměť        | neplatná hodnota, nevyužívaná paměť |
| 1011              | B                 | 11                | neplatná hodnota, nevyužívaná paměť | neplatná hodnota, nevyužívaná paměť        | neplatná hodnota, nevyužívaná paměť |
| 1100              | C                 | 12                | neplatná hodnota, nevyužívaná paměť | neplatná hodnota, nevyužívaná paměť        | neplatná hodnota, nevyužívaná paměť |
| 1101              | D                 | 13                | neplatná hodnota, nevyužívaná paměť | neplatná hodnota, nevyužívaná paměť        | neplatná hodnota, nevyužívaná paměť |
| 1110              | E                 | 14                | neplatná hodnota, nevyužívaná paměť | neplatná hodnota, nevyužívaná paměť        | neplatná hodnota, nevyužívaná paměť |
| 1111              | F                 | 15                | neplatná hodnota, nevyužívaná paměť | neplatná hodnota, nevyužívaná paměť        | neplatná hodnota, nevyužívaná paměť |

## Čítače
V praxi se BCD kód používá v úlohách zobrazování hodnot ze strojové paměti do lidsky čitelné podoby, tedy v situacích, kdy se hodnota v paměti mění, jako například v čítačích. Na rozdíl od plného hexa čísla se pro BCD kódování sekvenčním obvodem ještě uměle zavádí nové vazby zacyklení:
a) v rámci zkráceného cyklu jednoho řádu z 9 rovnou na 0 dalšího cyklu, místo aby zafungovala přirozená hexa vazba až z A,
b) a s tím souvisí i umělé zajištění přesunu přírůstku +1, přetečení, z jednoho řádu na vyšší opět už z hodnoty 9.
Navíc tyto vazby musí zafungovat i při odpočtu, tedy při snižování hodnoty v paměti o -1.
PříkladČíslo 29 se v BCD kóduje lidsky čitelně jako 0x29 čili "0010 1001", každá čtveřice bitů přímo odpovídá jedné decimální číslici (v klasickém binárním kódování však jde o hodnotu 41; oněch 29 by se zakódovalo jako 0x1D čili "0001 1101").